# 南投蒸留所
南投蒸留所（ナントウじょうりゅうじょ、中国語: 南投酒廠、英語: Nantou Distillery）は、台湾南投県南投市にあるタイワニーズ・ウイスキーの蒸留所。南投酒廠内にある。

## 概要
ウイスキーの蒸留所としては、カバラン蒸留所に続いて、台湾で2番めに開業した蒸留所で台湾菸酒公司が所有している。「オマー」の銘柄のウイスキーを製造している。

## 歴史

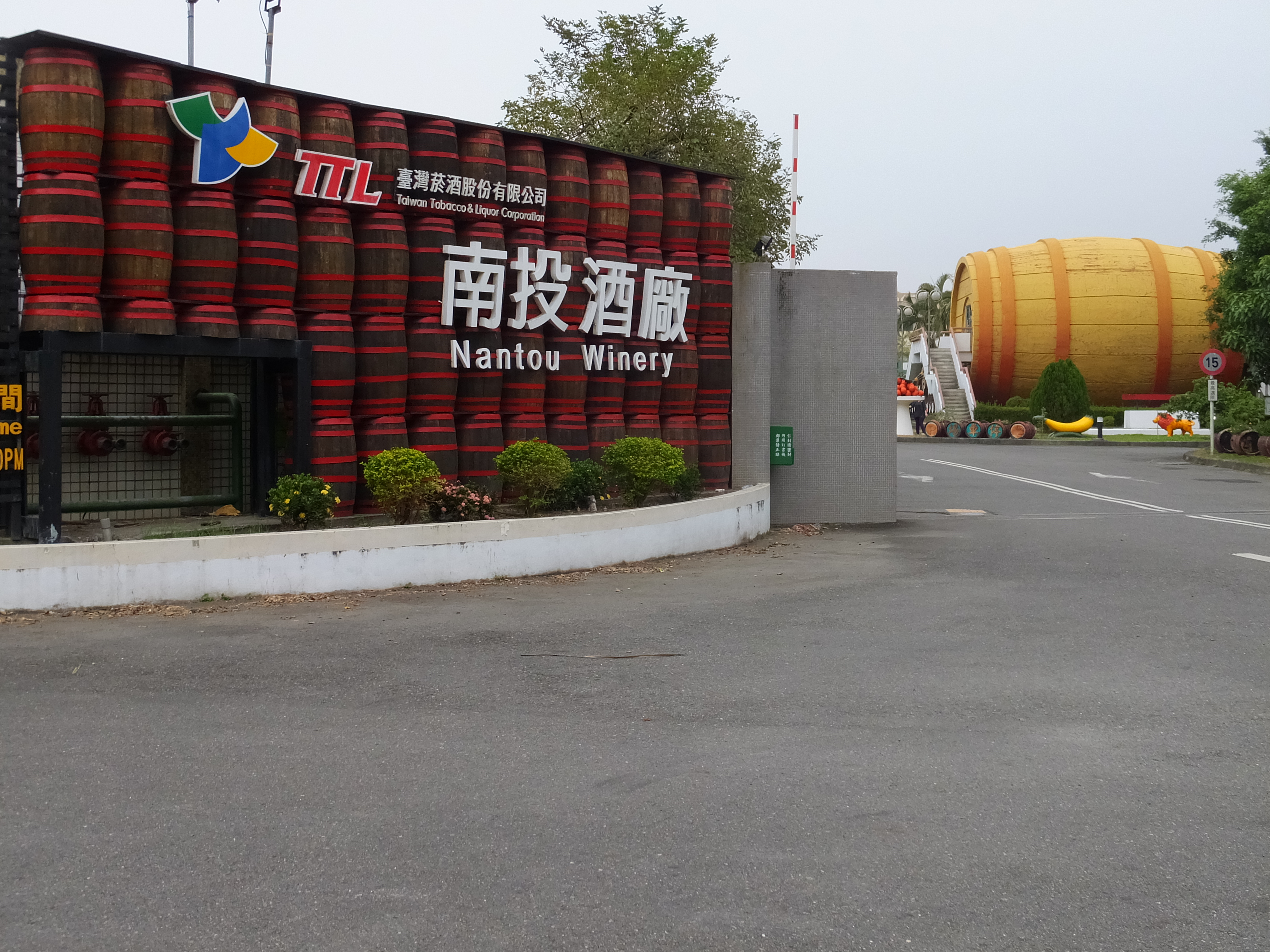
南投酒廠入口

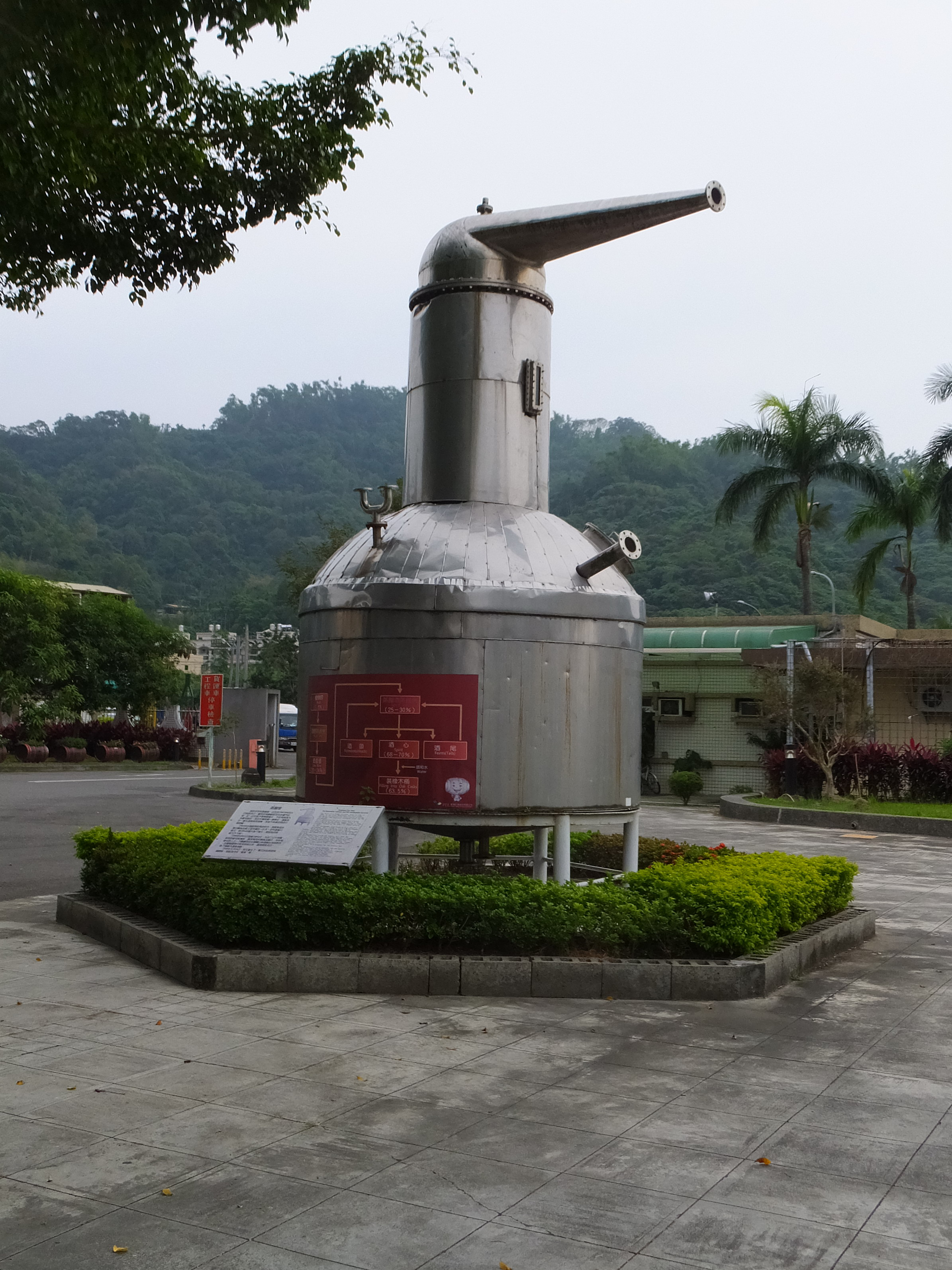
921大地震で傷んだ蒸留器

1978年にワイナリーである南投酒廠の一部を使って南投蒸留所が設立された。南投酒廠は台湾産フルーツの価値向上を目的として設立されたもので、主力製品はフルーツワインやブランデーだった。
1999年9月21日に発生した921大地震は、台湾においては20世紀最大の地震であり、南投県が震源地だったことも相まって南投酒廠はブランデーの熟成庫が炎上するなど壊滅的な打撃を受け、その損失は40億NTD（約150億円）に上った。2020年時点でも震災の傷跡は残っており、生産エリアに高い樹木が1本しかなかったり、従業員駐車場が不必要なほどに広いことに現れている。また、震災で傷んだブランデー用のステンレス製蒸留器の展示も行われている。
南投酒廠は経営危機を迎えたが、当時の工場長がスコットランドの大学でウイスキー造りを学んでいたこと、台湾国内でウイスキーの流行が始まっていたことから、ウイスキー造りに活路を見いだし、2007年に従業員食堂の改修を始め、2008年に稼働を開始した。台湾菸酒公司は9つの蒸留所を所有しているが、ウイスキーを製造しているのは南投のみである。2013年には初のシングルモルトウイスキーをリリースした。

## 製法

### 麦芽・仕込み・発酵
ウイスキーの材料となる麦芽はスコットランドの精麦会社から調達を行っている。一度の仕込みで2.5トンの麦芽を使用する。ベースとなるウイスキーに使用する大麦はピート（泥炭）を使わずに乾燥させたものであるが、2014年からはピートで乾燥させた大麦も仕入れている。ピーテッド麦芽を使うのは1年に1ヶ月のみで、フェノール値は40 – 50ppmである。
マッシュタン（糖化槽）はドイツ製で、ウォッシュバック（発酵槽）はステンレス製のものが8基ある。一度の仕込みで1万2000リットルの麦汁を得て、発酵槽で60～72時間の発酵し、蒸留工程に移る。

### 蒸留器
2020年時点の蒸留器は台湾国外から輸入した中古品であり、サイズも形状もメーカーもバラバラという珍しい構成となっている。
- 初留釜 - 初留は合計で2基ある[5]。片方は5000リットルのストレートヘッド。花蓮ワイナリーでコウリャン酒を造っていたイタリアのフリッリ社製のグラッパ用蒸留器[4]。もう片方は2007年にフォーサイス社から購入した容量9000リットルのものである[5]。
- 再留釜 - 4000リットルと2000リットルのストレートヘッド。桃園ワイナリーで白酒を造っていたスコットランド・フォーサイス社製蒸留器[4]。なお、2000リットルの再留器というのは業界でもトップクラスに小型である[5]。

また、蒸留器には1基の蒸留釜あたり2基のコンデンサーを導入して冷却させるという熱帯地方にある台湾ならではの設備となっている。

### 熟成
酒類業界での長い歴史によるコネクションを活用して様々な樽を使用しており、約15000丁を貯蔵に用いている。バーボン樽は、ジムビーム、メーカーズマーク、ワイルドターキー、フォアローゼスといった著名な蒸留所の樽があり、シェリー樽はシーズニングだけでなく、ソレラシステムで使われていた樽も多く保有する。新樽はアメリカ合衆国ケンタッキー州Independent Stave Companyの最高クラスである “The Coopers Reserve”を使用している。また、南投酒廠がワインを醸造しているため、果実のリキュールをつけた樽といった他では見られない樽も使われる。
熟成庫は全部で3棟であり、熟成可能な樽数は2万樽である。熟成方式はラック式、ダンネージ式、パラタイズ式を併用している。
いわゆる天使の取り分は6パーセントから7パーセント。スコットランドでは約2パーセント、日本は約4パーセントというのに比べると明らかに高く、台湾の気候が熱帯寄りであることによるものである。これによって、蒸発と熟成はスコットランドや日本よりも速く進み、3年から5年の熟成期間でも、欧米で12年以上熟成させたものと同様の琥珀色になる。

## 主な製品
2007年までは台湾菸酒公司として台湾国外から輸入した原酒を用いたウイスキーを販売していた。
2013年から南投蒸留所で製造した原酒を用いたウイスキーを販売している。
オマー（OMAR）
2020年時点の定番商品。3から5年熟成の原酒を用いたウイスキー。「オマー」がゲール語で「琥珀」の意であり、スコットランドの製造方法を踏襲していることから、スコットランドに敬意を表しての命名である。
コアなファンがついており、新製品がリリースされる度に、争奪戦が繰り広げられる。

### 評価
2014年以降、世界各地のウイスキー品評会で高評価を得ている。
ウイスキー評論家のジム・マレーによる『ウイスキー・バイブル（Whisky Bible）2020』では、オマーが「ワールドベストシングルカスク」「ベストアジアンウイスキー」の両方を受賞しており、これは台湾のウイスキーとして新記録でもあった。